# Mammoet (bedrijf)

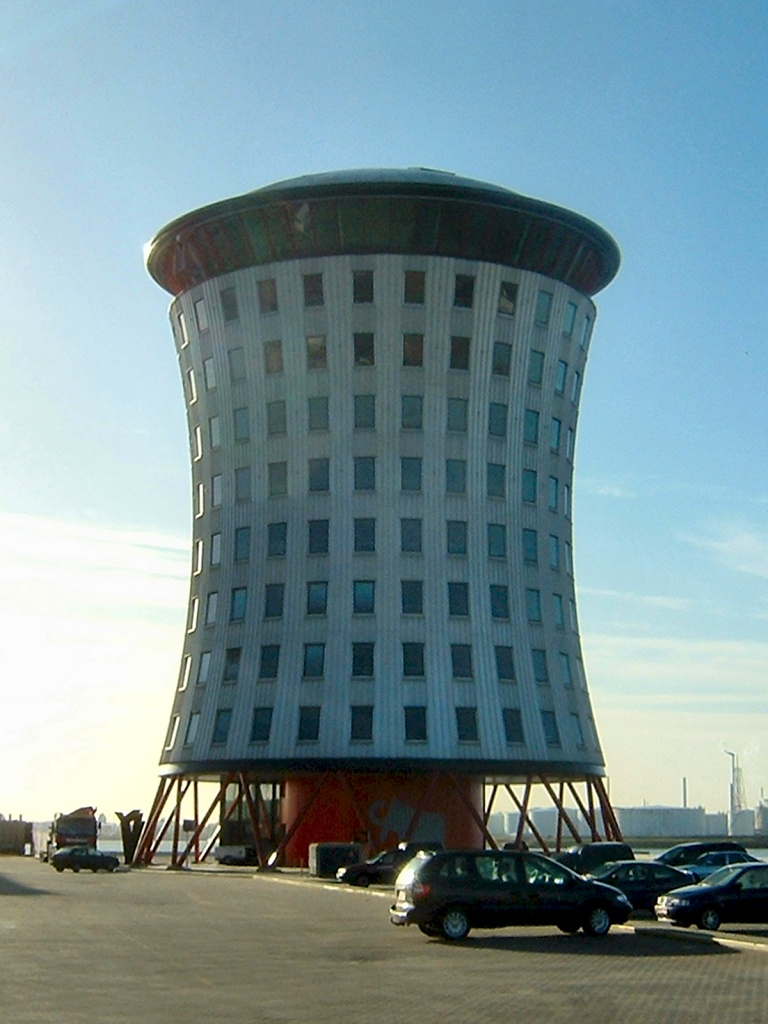
Kantoorgebouw De Bolder van Mammoet

Mammoet is een Nederlands bedrijf dat gespecialiseerd is in het hijsen en transporteren van zware voorwerpen.

## Activiteiten
Mammoet levert de volgende diensten:
- verhuur van materieel en vakmensen voor het hijsen en transporteren van grote en zware objecten;
- transport- en hijsdiensten voor het onderhoud van fabrieken en installaties;
- transport- en hijsdiensten voor speciale projecten zoals de bouw van fabrieken, installaties en gebouwen, alsmede de aanleg van de daarvoor benodigde infrastructuur.

Het bedrijf is actief in de petrochemische industrie, de energiesector, off-shore, civiele techniek en de maritieme branche. Er werken wereldwijd ongeveer 4500 mensen, verspreid over circa 90 vestigingen. Het hoofdkantoor van de holding is gevestigd in Utrecht.
Het Europese hoofdkantoor is sinds 2001 gevestigd in Schiedam in een stalen kantoorgebouw: De Bolder. Het bijzondere aan dit pand is dat het in Zwijndrecht is gebouwd en vandaar op een ponton naar Schiedam is gevaren waar het door SPMTs naar de huidige plaats gereden en neergezet is. Verder heeft het bedrijf kantoren in Noord-Amerika, Zuid-Amerika, het Midden-Oosten, Afrika en Azië.

## Geschiedenis
Mammoets geschiedenis begon op 13 mei 1807 toen de Nederlandse ondernemer Jan Goedkoop op 25-jarige leeftijd een maritiem bedrijf startte met de aankoop van een 140-ton vrachtschip. Het was het begin van de industriële revolutie en Goedkoop voorzag een toenemende vraag naar zwaar transport. De onderneming, 'Gebroeders Goedkoop' genaamd, richtte zich op het vervoer van vracht en passagiers. In 1862 werd de eerste sleepboot aangeschaft en vanaf 1920, mede door de opkomende concurrentie van andere vervoersmodaliteiten zoals treinen en trams, concentreerde het bedrijf zich voornamelijk op sleep- en bergingsdiensten met drijvende bokken en binnenvaartschepen.
In 1971 fuseerde Goedkoop met Van Wezel uit Hengelo, een bedrijf gespecialiseerd in zwaar transport en hijskranen. Het nieuwe bedrijf werd Mammoet Transport genoemd. In 1972 werd ook Stoof Breda uit Breda overgenomen, toen een van de Nederlandse marktleiders op het gebied van zwaar hijswerk en transport.
In 1973 werd Mammoet Transport een dochterbedrijf van de Koninklijke Nederlandse Stoomboot-Maatschappij (KNSM) te Amsterdam. De naam veranderde bij die gelegenheid in Mammoet. Datzelfde jaar werd het onderdeel Mammoet Shipping opgericht waarmee Mammoet zijn factory-to-foundation-concept versterkte. Dit concept stelde de onderneming in staat om grote componenten, zoals vaten en modules voor de bouw van petrochemische installaties, vanaf de plaats van fabricage te transporteren naar de eindbestemming - waar ook ter wereld - en daar te installeren. 
In 1981 werden KNSM en Mammoet onderdeel van de Nedlloyd Groep. In 1998 werd een meerderheidsbelang verworven in Stotra,een onderneming opgericht door ir. Piet Stoof. Dit bedrijf bracht Mammoet naar de mondiale top op het zware hijs- en transportgebied. In 2000 werd Mammoet overgenomen door Van Seumeren Kraanbedrijf, een bedrijf van Frans van Seumeren dat opgericht was in 1966. In 2001 verkocht Mammoet zijn maritieme tak aan rederij Spliethoff.
In 2001 wist Mammoet, samen met Smit Internationale, het in de Barentszzee liggende wrak van de nucleaire onderzeeër Koersk te bergen. In de jaren erna groeide het bedrijf uit tot wereldwijde marktleider in zwaar hijs- en transportwerk. 
SHV heeft eind 2006 75% van de aandelen in bezit gekregen via een investeringsdochter, een kwart van de aandelen bleef in handen van de familie Van Seumeren. Op 4 juli 2011 is er echter een akkoord bereikt met SHV waarmee de familie Van Seumeren haar resterende aandelen aan SHV verkocht en volledig uit Mammoet stapte.
In juli 2019 maakte Mammoet bekend zijn Britse branchegenoot ALE Heavylift te willen overnemen. Na de overname is de nieuwe Nederlands-Britse combinatie veruit het grootste hijsbedrijf ter wereld met een omzet van ruim 1 miljard euro op jaarbasis. ALE met het eerder overgenomen Lastra-Breda van ir. Piet Stoof is kleiner dan Mammoet en telt 1500 medewerkers en behaalde een omzet van iets meer dan 200 miljoen euro. Door de overname vergroot Mammoet de afstand tot de nummer twee in de wereldwijde heavylift-markt, het Belgische Sarens. Een overnamesom en andere financiële details zijn niet bekendgemaakt. Op 7 januari 2020 werd de overname afgerond.

## Naamsverwarring
Tot het jaar 2000 maakte ook het bedrijf Mammoet Ferry Transport onderdeel uit van Mammoet, het werd een zelfstandig bedrijf. Omdat het nog wel hetzelfde logo en dezelfde naam gebruikt ontstaat hierover nog weleens verwarring. Ook het bedrijf Mammoet Road Cargo, dat ook hetzelfde logo, dezelfde naam gebruikt en vrachtwagens in dezelfde kleur gebruikt is voor nog slechts 10% eigendom van Mammoet.